# Desmia octomaculalis
Desmia octomaculalis là một loài bướm đêm trong họ Crambidae.